# لاري ويبستر
لاري ويبستر (بالإنجليزية: Larry Webster)‏ هو لاعب كرة قدم أمريكية أمريكي، ولد في 18 يناير 1969 في إلكتون في الولايات المتحدة.

## وصلات خارجية
- لاري ويبستر على موقع مرجع كرة القدم المحترفة.كوم (الإنجليزية)